# Rēti'a

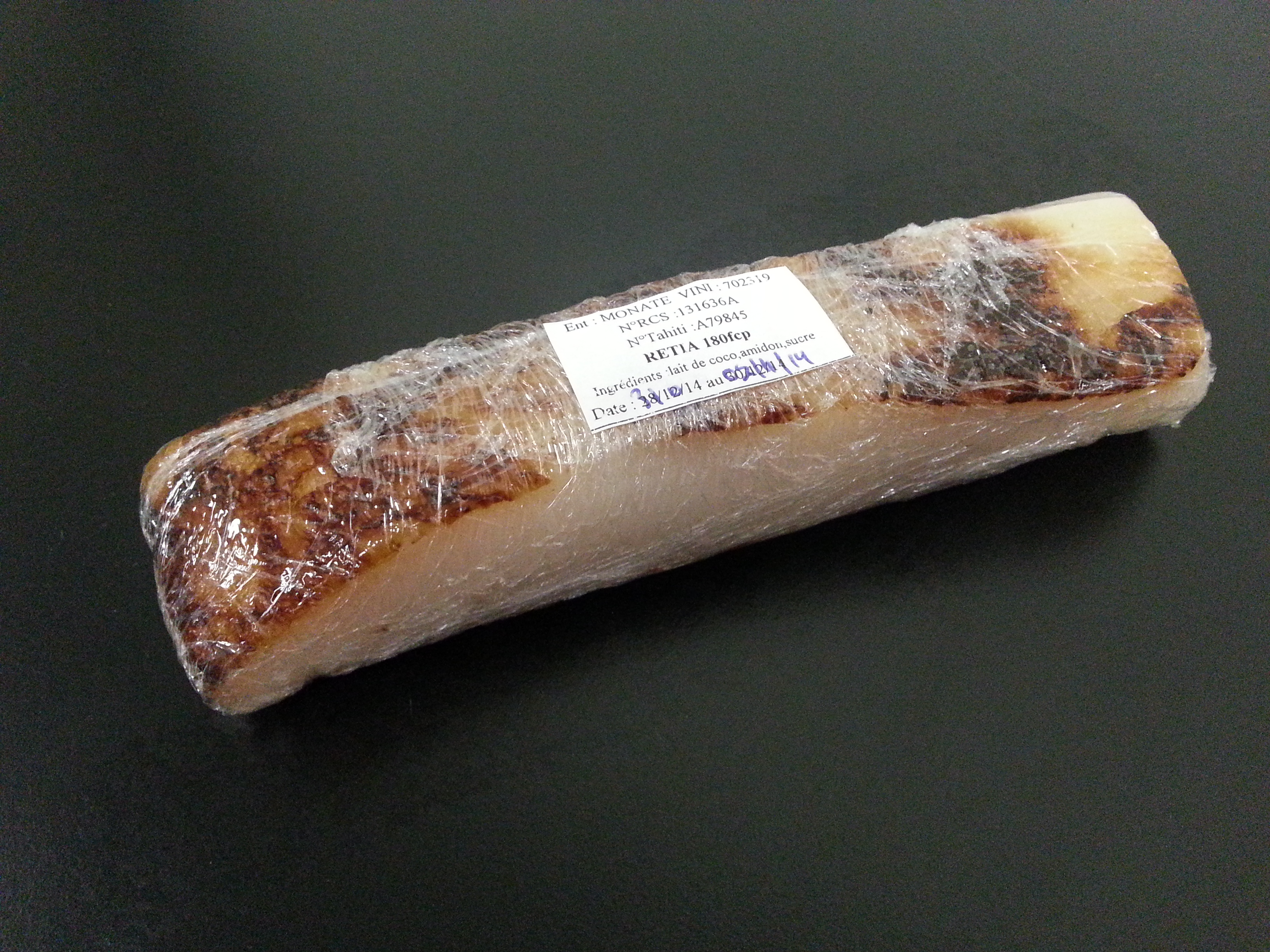
Rēti’a empaquetada.

El rēti'a es una pasta de textura gelatinosa (parecido al budín inglés) elaborada de almidón diluido en agua de coco y cocida al horno con leche de coco. Es un aperitivo típico de la Polinesia Francesa. 
Al calentarse en el horno su superficie se carameliza y queda crocante. Tradicionalmente se usa un horno de tierra tahitiano (ahima'a), aunque hoy en día se usan hornos eléctricos comunes. 
La mezcla de leche de coco, almidón, agua de coco y azúcar se debe realizar en una olla a fuego medio sin dejar de remover hasta que espese, para evitar que el azúcar se queme. Adicionalmente se le puede agregar vainas de vainilla (o extracto de vainilla) para aromatizar.
Otros platos parecidos de la gastronomía tahitiana son el po'e y el tāota. Es también similar a la haupia hawaiana, pero en vez de hornearse se enfría en la nevera (como una gelatina).